# کوچانه
کوچانه (به صربی: Kočane) یک منطقهٔ مسکونی در صربستان است که در دویواتس واقع شده‌است.